# 18013 Shedletsky
18013 Shedletsky è un asteroide della fascia principale. Scoperto nel 1999, presenta un'orbita caratterizzata da un semiasse maggiore pari a 2,7753830 UA e da un'eccentricità di 0,1197530, inclinata di 4,09752° rispetto all'eclittica.